# 租調制
租调制是北魏孝文帝迁都洛阳后实行的賦稅制度，上承魏晉時期的戶調制。485年，北魏孝文帝實行均田制後，推出租调制，规定以户为納稅主体，并以一夫一妇为一户，一夫一妇每年向國家繳納一匹帛（調）、二石粟（租）。十五岁以上的未婚男女四人、从事耕织的奴婢八人、耕牛二十头應繳納的賦稅數量與一夫一妇相同。該制度經隋代改革試行，成為唐代以丁为納稅主体的租庸調制。